# Assedio di Rometta
L'assedio di Rometta fu un assedio della città bizantina di Rometta, nella Sicilia nord-orientale, da parte dei Kalbiti, per conto della dinastia Fatimide, al fine di completare la conquista islamica della Sicilia.

## Storia
L'assedio fu guidato dai due cugini Kalbiti Al-Hasan ibn Ammar al-Kalbi e Aḥmad b. Ḥasan Abi l-Husayn. Nel 962 Ahmad assediò e distrusse Taormina, vendendo l'intera popolazione come schiavi e colonizzando l'area con reinsediamenti musulmani. Dopo la caduta di Taormina, i Kalbiti si spostarono a nord, iniziando l'assedio di Rometta l'anno successivo. La città inviò un emissario all'imperatore bizantino Niceforo II Foca, chiedendo aiuti militari e provviste. Niceforo rispose equipaggiando una flotta di circa 40 000 uomini, molti dei quali veterani della riconquista bizantina di Creta, sotto il comando di Niceta Abalante, mentre la cavalleria era comandata da Manuele Foca. Nell'ottobre del 964, l'assedio fu rafforzato dalle truppe berbere guidate dal governatore della Sicilia, al-Hasan ibn Ali al-Kalbi. Il 25 ottobre, i bizantini e i musulmani si scontrano: i primi ebbero inizialmente il controllo della battaglia, tuttavia i musulmani furono presto in grado di sconfiggerli, presumibilmente uccidendo più di un quarto delle forze nemiche, compreso Manuele. I bizantini sopravvissuti tentarono di tornare alla loro flotta a Messina, ma caddero in un'imboscata alla partenza nella battaglia dello Stretto e furono sconfitti. Senza rinforzi, Rometta non riuscì a difendersi dai Kalbiti e cadde nel maggio del 965.